# 自然教學法
自然教學法是斯蒂芬·克拉申（Stephen Krashen）和特雷西·特雷尔（Tracy Terrell）在1970年代末和80年代初所發展的语言教学方法。它主要在於促进课堂环境中的自然语言习得，因此它强调互動，并降少了有意识的语法学习和刻意纠正学生错误，盡可能讓学习环境尽沒有压力。在自然方法中，不強調也不強制语言输出，而是在学生接受了大量可理解的语言输入后自發地產出語言。
自然教學法和克拉申的监控模型密切相关。其中，兩人對於語言學習的助益有不一樣的看法：依照特雷尔的观点，相當程度有意识的语法学习可能有益。自然教学法的大纲指在促进潜意识语言习得的活动。他将这些活动分为幾个主要领域：一、内容活动，例如用目标语言学习一门新学科；二、专注于个人化语言的活动，例如学生分享他们最喜欢的音乐；游戏；和解决问题的活动。